# Vizepräsident Indiens
Vizepräsident Indiens ist nach dem Staatspräsidenten das zweithöchste Amt in Indien. Seit 2017 ist Venkaiah Naidu der Amtsinhaber.
Das Amt des Vizepräsidenten ist in Artikel 63 der indischen Verfassung legitimiert. Der Vizepräsident wird von den Mitgliedern beider Häuser des Parlaments (Rajya Sabha und Lok Sabha) auf fünf Jahre gewählt, die Amtszeiten sind nicht beschränkt. Die in der Person liegenden Voraussetzungen entsprechen denen für den Staatspräsidenten. Er kann nach Artikel 67 der indischen Verfassung mit der Mehrheit der Stimmen beider Häuser des Parlaments aus dem Amt entfernt werden.
Der Vizepräsident übernimmt das Präsidentenamt kommissarisch im Falle des Todes, des Rücktritts oder der Entlassung des Präsidenten aus dem Amt, bis ein neuer Präsident sein Amt antritt. Der Vizepräsident kann auch bei längerer Krankheit oder Abwesenheit des Präsidenten die Tagesgeschäfte übernehmen.
Der indische Vizepräsident ist gleichzeitig Präsident des Oberhauses des indischen Parlaments, der Rajya Sabha.
Sechs Vizepräsidenten übernahmen später das Amt des Staatspräsidenten.

## Liste der Vizepräsidenten Indiens
| #  | Vizepräsident           | Lebensdaten | Amtsantritt       | Ende der Amtszeit | Präsident            |
| -- | ----------------------- | ----------- | ----------------- | ----------------- | -------------------- |
| 1  | S. Radhakrishnan        | 1888–1975   | 13. Mai 1952      | 14. Mai 1957      | Rajendra Prasad      |
| 2  | S. Radhakrishnan        | 1888–1975   | 14. Mai 1957      | 12. Mai 1962      | Rajendra Prasad      |
| 3  | Zakir Hussain           | 1897–1969   | 13. Mai 1962      | 12. Mai 1967      | S. Radhakrishnan     |
| 4  | V. V. Giri              | 1894–1980   | 13. Mai 1967      | 3. Mai 1969       | Zakir Hussain        |
| 5  | Gopal Swarup Pathak     | 1896–1982   | 31. August 1969   | 30. August 1974   | V. V. Giri           |
| 6  | B. D. Jatti             | 1912–2002   | 31. August 1974   | 30. August 1979   | Fakhruddin Ali Ahmed |
| 7  | Muhammad Hidayatullah   | 1905–1992   | 31. August 1979   | 30. August 1984   | Neelam Sanjiva Reddy |
| 8  | R. Venkataraman         | 1910–2009   | 31. August 1984   | 27. Juli 1987     | Giani Zail Singh     |
| 9  | Shankar Dayal Sharma    | 1918–1999   | 3. September 1987 | 24. Juli 1992     | R. Venkataraman      |
| 10 | K. R. Narayanan         | 1920–2005   | 21. August 1992   | 24. Juli 1997     | Shankar Dayal Sharma |
| 11 | Krishan Kant            | 1927–2002   | 21. August 1997   | 27. Juli 2002     | K. R. Narayanan      |
| 12 | Bhairon Singh Shekhawat | 1923–2010   | 19. August 2002   | 21. Juli 2007     | A. P. J. Abdul Kalam |
| 13 | Mohammad Hamid Ansari   | * 1937      | 11. August 2007   | 25. Juli 2012     | Pratibha Patil       |
| 14 | Mohammad Hamid Ansari   | * 1937      | 25. Juli 2012     | 10. August 2017   | Pranab Mukherjee     |
| 15 | Venkaiah Naidu          | * 1949      | 11. August 2017   | im Amt            | Ram Nath Kovind      |